# GTK-toolkit
GIMP Toolkit (GTK) is een GUI-toolkit die wordt gebruikt voor GIMP, GNOME en andere programma's. GTK ontstond toen de ontwikkelaars van de GIMP niets zagen in bestaande GUI-toolkits en er zelf één begonnen te schrijven. De aldus ontstane toolkit bleek ook voor andere programma's geschikt te zijn en werd als basis voor GNOME gekozen.

## Techniek
GTK is een laag boven op het X Window System en stelt programmeurs in staat om grafische programma's met gebruiksvriendelijke vensters, menu's en dergelijke te ontwerpen. Alhoewel de koppeling met het X Window System nog steeds bovenaan staat is het inmiddels ook geschikt gemaakt om bovenop andere systemen te draaien, waaronder de Linux-framebuffer en zelfs Microsoft Windows. Programma's geschreven met de GTK kunnen daardoor zonder programmacode te wijzigen geschikt gemaakt worden voor zowel Linux als Windows.
GTK is zelf geschreven in C, maar uitwisselbaarheid met andere programmeertalen heeft altijd hoog op de agenda gestaan, bijgevolg wordt in vele programmeertalen met de GTK gewerkt.
Voor het weergeven van tekst wordt Pango gebruikt.
GTK-programma's kunnen worden gerenderd in een webbrowser met de Broadway-backend.